# Lisnave
Lisnave är ett byggnads- och reparationsvarv i Portugal. Varvet ingår i industrikoncernen CUF och bildades 1961. 1967 invigs reparationsvarvet i Margueira, Almada. Varvet har två torrdockor där den största kan ta emot tankfartyg upp till 300 000 ton. Genom en omstrukturering år 2000 flyttades verksamheten från Almada till Setúbal. Lisnave har sex dockor, nio reparationsverkstäder och 20 kranar med upp till 100 tons lyftförmåga samt en större kran med 500 tons lyftförmåga. 

## Historik
1961 på svenskt initiativ. Platsen valdes strategiskt med hänsyn till tanksjöfarten mellan Persiska viken och Europa. Företaget ägdes till 51 procent av CUF och 49 procent av holländska och svenska varv:
- Nederlandsche Dok en Scheepsbouw Maatschappij
- Wilton-Fijenoord
- Rotterdamsche Droogdok Maatschappij
- Eriksbergs Mekaniska Verkstad
- Kockums Mekaniska Verkstad

Det nya företaget skulle ledas av två verkställande direktörer, João Rocheta, CUF och en vald av de utländska varven. Valet föll på Thorsten Andersson från Broströmskoncernen.

### Rochavarvet
Varvet i Rocha ligger i stadsdelen Estrela i Lissabon. Här kunde fartyg upp till 5 000 ton byggas och det fanns fem torrdockor där örlogsfartyg och Handelsfartyg kunde repareras. 1961 fick ägaren CUF koncession för att bygga ett reparationsvarv för stora tankfartyg på södra sidan av floden Tajo

### Margueiravarvet

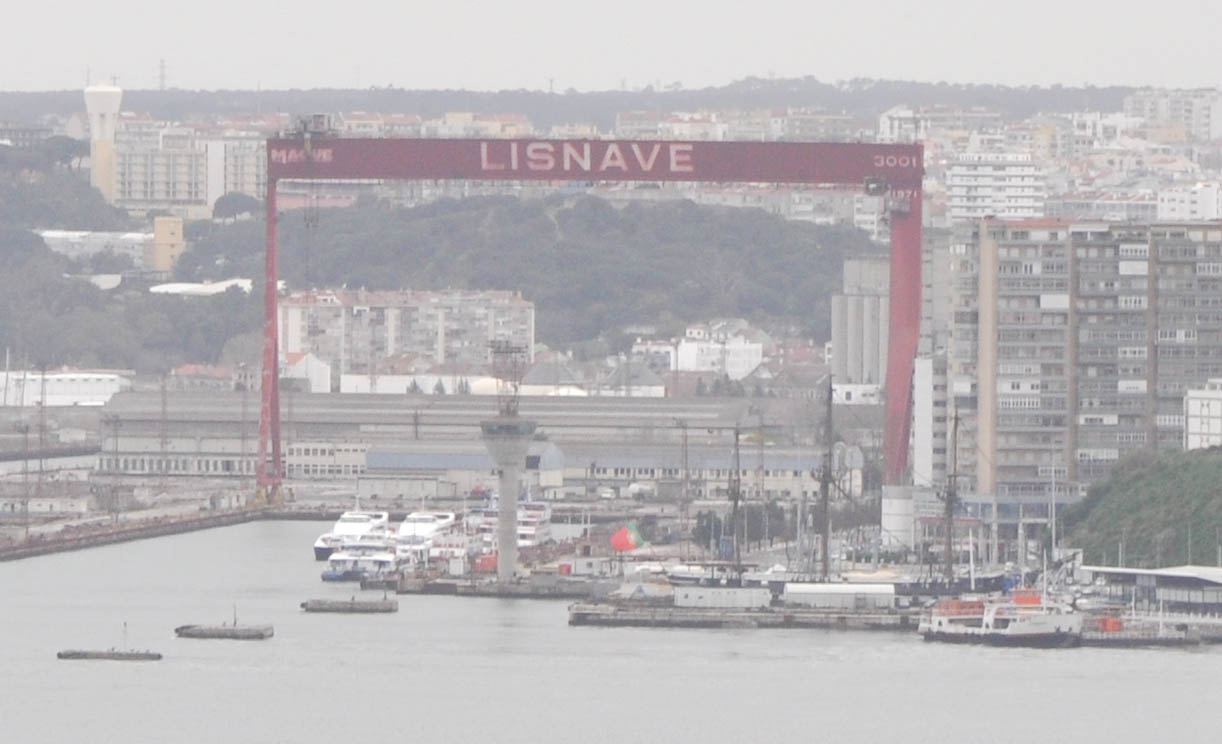
Lisnave, Almada, 2013

Det nya reparationsvarvet började byggas 1964 i staden Almada. Från borjan planerades för två torrdockor för fartyg upp till 200 000 ton. Den första dockan blev klar 1965, men de japanska varven byggde ännu större fartyg och den andra dockan, (nr 12) kunde breddas och ta emot fartyg på 300 000 ton. Margueiravarvet invigdes den 5 juni 1967 i närvaro av Portugals president Américo Tomás. Två veckor senare stängde Egypten Suezkanalen efter sexdagarskriget. Detta gynnade Lisnave på bekostnad av storvarven i Medelhavet eftersom oljetransporterna måste gå runt  Godahoppsudden. 1971 öppnades världens största torrdocka, (nr 13) med måtten 520 x 90 meter och kunde ta emot fartyg på över 500 000 ton.

### Mitrenavarvet
Efterfrågan på reparationsverksamhet för stora tankfartyg ökade och 1973 byggdes Mitrena arvet i Setúbal, med sex torrdockor från 280x39 meter till 450x75 meter.

## Fartyg som reparerats vid Margueiravarvet (urval)
| År   | Fartyg           | dödvikt | Mått   | Reparation            |
| ---- | ---------------- | ------- | ------ | --------------------- |
| 1969 | Kong Haakon VII  | 219 000 | 328x46 | Reparation däck       |
| 1971 | Esso Cambria     | 254 000 | 348x54 | Reparation            |
| 1971 | Universe Patriot | 159 090 | 273x48 | Omfattande reparation |
| 1971 | Polarbris        | 139 092 | 280x43 | Reparation av däck.   |
| 1976 | Amoco Cadiz      | 233 690 | 334x51 | Översyn.              |